# Wardle (Grand Manchester)
Pour les articles homonymes, voir Wardle.
Wardle est un village britannique du district métropolitain de Rochdale, dans le Grand Manchester en Angleterre.